# Kritična rasna teorija
Kritična rasna teorija (KRT; angl. critical race theory – CRT) je skupek pravnega znanja in akademskih raziskav znanstvenikov in aktivistov za državljanske pravice v ZDA, ki si prizadevajo osvetliti stično točko rase in prava ZDA ter postaviti glavne ameriške liberalne pristope k rasni pravičnosti pod vprašaj. KRT preučuje družbena, kulturna in pravna vprašanja predvsem z vidika rase in rasizma v ZDA. Princip KRT je, da so rasizem in različni rasni izidi posledica zapletene, spreminjajoče se in pogosto prikrite družbene in institucionalne dinamike, ne pa izrecnih in namernih predsodkov posameznikov.
KRT se je pojavil sredi sedemdesetih let dvajsetega stoletja v delih več ameriških akademskih pravnikov, kot so med drugimi Kimberlé Crenshaw, Richard Delgado, Cheryl Harris, Richard Delgado, Cheryl Harris, Charles R. Lawrence III, Mari Matsuda in Patricia J. Williams. Gibanje se je pojavilo v osemdesetih letih dvajsetega stoletja kot preoblikovanje teorije kritičnih pravnih študij (CLS) z večjim poudarkom na rasi. KRT temelji na kritični teoriji in se naslanja na ideje filozofov, kot so bili Antonio Gramsci, Sojourner Truth, Frederick Douglass in WEB DuBois, pa tudi Black Power, Chicano in radikalna feministična gibanja v letih 1960–1970 dvajsetega stoletja.
Zastopniki KRT gledajo na raso in belo prevlado kot na družbeni konstrukt, ki podpira interese belcev na račun oseb drugih ras. Na področju pravnih študij KRT poudarja, da imajo lahko formalno barvno slepi zakoni še vedno posledice v obliki rasne diskriminacije. Ključni koncept KRT je intersekcionalnost: rasa lahko spremlja druge identitete (kot sta spol in razred), kar vodi do  zapletenih kombinacij prevlade in prednosti.
Akademski kritiki KRT trdijo, da se KRT opira na socialni konstruktivizem, da povzdiguje pripoved zgodb nad dokaz in nad razum, da zavrača koncepte resnice in argumentiranja za in proti ter da nasprotuje liberalizmu. Od leta 2020 dalje so konzervativni ameriški zakonodajalci skušali prepovedati ali omejiti pouk o kritični rasni teoriji v okviru proti-rasističnega izobraževanja. Te zakonodajalce so obtožili, da napačno predstavljajo načela in pomen KRT ter da je cilj njihovih omejitev na splošno utišati razprave o rasizmu, enakosti, socialni pravičnosti in zgodovini ras.

## Definicije
V svojem uvodu v obsežno objavo ključnih spisov kritične teorije ras iz leta 1995 Cornel West opisuje KRT kot »intelektualno gibanje, ki je značilno za naše postmoderne (in konservativne) čase in del dolge tradicije človeškega odpora in osvoboditve«.:xi-xii
Profesor pravne šole Univerze v Alabami Richard Delgado (znanstvenik na področju prava, katerega dela o rasnih vprašanjih in pravu so med najpogosteje citiranimi v Združenih državah in soustanovitelj teorije) je KRT leta 2017 opredelil kot " združenje aktivistov in znanstvenikov, ki jih zanima preučevanje in preoblikovanje odnosa med raso, rasizmom in močjo.
Gloria Ladson-Billings, vodilna na področju pedagoških teorij, je KRT uvedla na področje izobraževanja leta 1994, KRT je zanjo »interdisciplinarni pristop, ki skuša razumeti rasno neenakost v družbi in se boriti proti njej«.

## Zgodnja leta
V članku iz leta 1998 Kritična rasna teorija: preteklost, sedanjost in prihodnost Delgado in Stefancic iščeta izvir KRT v zgodnjih spisih Derricka Bella, kot je njegov članek v časopisu Yale Law Journal iz leta 1976, Serving Two Masters:467 in njegov članek v Harvard Law Review iz leta 1980 z naslovom Brown v. Svet za izobraževanje in interesno-konvergenčna dilema.
Bell je svojo kariero začel kot odvetnik za državljanske pravice, kjer je uspešno tožil 300 primerov državljanskih pravic za NAACP v Mississippiju. Pozneje kot profesor na pravni šoli Harvard je Bell razvil nove predmete, ki so preučevali ameriško pravo skozi rasno lečo. Delgado in Stefancic, ki sta leta 2001 skupaj napisala Critical Race Theory: a Introduction., sta Bellovo »konvergenco interesov« opisala kot »pot do razumevanja zahodne rasne zgodovine«.:467Poudarek na desegregaciji po odločitvi vrhovnega sodišča iz leta 1954 v zadevi Brown v. Odbor za izobraževanje — razglasil šolsko segregacijo za neustavno — je dopustil, da so »odvetniki za državljanske pravice morali sklepati komproimise med interesi svojih strank in zakonom«. Skrb mnogih temnopoltih staršev — za dostop njihovih otrok do boljše izobrazbe — so zasenčili interesi tožeče strani, ki je želela »preboj«:467v njenem "prizadevanju za rasno ravnovesje v šolah". Leta 1995 je Cornel West dejal, da je Bell med pisci vodilnih zakonskih pregledov bil "praktično edini disident" s svojim spodbijanjem osnovnih predpostavk, kako zakon obravnava barvne ljudi.
Bell je sestavil lastno gradivo za predmet, ki je bilo objavljeno leta 1970 pod naslovom Rasa, rasizem in ameriško pravo. Leta 1971 je postal prvi temnopolti profesor na pravni šoli Harvard  Bell je leta 1980 odstopil zaradi po njegovem mnenju diskriminirajočih ukrepov univerze, postal je dekan na Pravni fakulteti Univerze v Oregonu in se pozneje vrnil na Harvard kot gostujoči profesor. Med odsotnostjo s Harvarda so njegovi podporniki organizirali proteste proti pomanjkanju rasne raznolikosti tako v učnih načrtih Harvarda, kot med študenti in učitelji. Ena pobuda študentov je med drugim bil alternativni predmet leta 1981 — na podlagi Bellovega načrta in učbenika — kamor so študentje vabili gostujoče profesorje, kot so Charles Lawrence, Linda Greene, Neil Gotanda in Richard Delgado, da z njimi preučujejo  poglavje za poglavjem iz Rase, rasizma in ameriškega prava.
Študentje so po odhodu Bella zahtevali barvno fakulteto, kjerr bi poučevali nove predmete. Univerza je zavrnila prošnje študentov, češ da ni dovolj usposobljenega temnopoltega kadra.  Pravnik Randall Kennedy piše, da so se nekateri študenti "bili prizadeti", ker se je Harvard odločil za "arhetipskega belega liberalca ... na način, ki onemogoča razvoj temnopoltega vodstvenega kadra".
Delgado in Stefancic tudi navajata dela Alana Freemana iz sedemdesetih let dvajsetega stoletja, k i so vplivala na razvoj KRT.  V Minnesota Law Review je leta 1978 v okviru kritičnih študij prava ponovno interpretiral ravnanje vrhovnega sodišča pod vodstvom Earla Warrena med leti 1963 in 1969 glede zakonodaje na področju državljanskih pravic. Kritiziral je ozko razlago zakona, ki je žrtvam rasne diskriminacije odrekala olajšave.  Predstavil je dva vidika koncepta rasne diskriminacije: vidik žrtve in vidik storilca. Rasna diskriminacija za žrtev pomeni hkrati objektivne pogoje in "zavest, povezano s temi objektivnimi pogoji". Za storilca rasna diskriminacija pomeni le dejanja, brez upoštevanja objektivnih pogojev, ki jih doživljajo žrtve, kot so "pomanjkanje delovnih mest, pomanjkanje denarja, pomanjkanje stanovanj".
Leta 1989 so Kimberlé Crenshaw, Neil Gotanda in Stephanie Phillips na Univerzi Wisconsin-Madison organizirali delavno srečanje z naslovom "Novosti v razvoju kritične rasne teorije". Organizatorji so skovali izraz »Kritična rasna teorija kritične rase« kot »presečišče kritične teorije in rase, rasizma in zakonodaje«.:xxviiCrenshaw je izbrala Harvard, da bi lahko študirala pri Bellu, s čigar delom se je seznanila na univerzi Cornell.:c.14:36 Organizirala je alternativni predmet na temelju Bellovih materialov. 
Po tem srečanju so pravni znanstveniki začeli objavljati več del na osnovi kritične rasne teorije, med drugim več kot "300 vodilnih preglednih članov na področju prava" in knjigami.:108Leta 1990 je Duncan Kennedy objavil svoj članek o pozitivnih ukrepih v pravni akademiji v reviji Duke Law Journal Anthony E. Cook pa je objavil svoj članek »Onkraj kritičnih pravnih študij« v Harvard Law Review. Leta 1991 je Patricia Williams objavila Alkemija rase in pravic, medtem ko je Derrick Bell leta 1992 objavil Obrazi na dnu vodnjaka:124Cheryl I. Harris je iz leta 1993 v Harvard Law Review objavila članek  "Bela koža kot premoženje", v katerem je opisala, kako sprejetje v množico belih  privede do koristi, podobnih lastništvu. Leta 1995 je dva ducata pravnih znanstvenikov prispevala k veliki zbirki ključnih spisov o kritični teoriji ras.
V zgodnjih devetdesetih letih dvajsetega stoletja so se pojavili ključni koncepti in značilnosti KRT. Bell je svoj koncept "konvergence interesov" predstavil v svojem članku iz leta 1973. Koncept rasnega realizma je razvil v seriji esejev in knjige iz leta 1992, Obrazi na dnu vodnjaka: obstojnost rasizma. Po njegovem se morajo temnopolti ljudje sprijazniti z dejstvom, da zakonodaja iz obdobja državljanskih pravic ne bo sama po sebi prinesla napredka v rasnih odnosih; rasizem proti temnopoltim v ZDA da je "večna stalnica" ameriške družbe; in enakost  v ZDA "nemogoča in iluzorna".

### Rast in širjenje
Leta 1995 sta pedagoška teoretika Gloria Ladson-Billings in William F. Tate začela uporabljati okvir kritične rasne teorije na področju izobraževanja. Ladson-Billings in Tate sta v svojem članku iz leta 1995 opisala vlogo družbene konstrukcije belih norm in interesov v izobraževanju. Prizadevala sta  si bolje doumeti neenakosti v šolanju. Znanstveniki so odtlej razširili raziskave na vprašanja,  kot je  segregacija v šolah ZDA ; odnosi med rasami, spoli in akademskimi dosežki; pedagogika ; in raziskovalne metodologije.
Po besedah profesorja filozofije Univerze v Edinburghu Tommyja J. Curryja, so do leta 2009 številni raziskovalci rasnih tem sprejeli stališče KRT, da je rasa družbeno konstruirana, ne pa "biološko utemeljena in naravna".
Od leta 2002 je več kot 20 ameriških l in najmanj troje neameriških pravnih šol ponudilo nudilo predmete ali tečaje o kritični rasni teoriji. Kritična rasna teorija se uporablja tudi na področjih izobraževanja, političnih ved, študij o vlogi žensk, etničnih študij, komunikacij, sociologije in družbenih študij. Prišlo je tudi do drugih gibanj, ki uporabljajo kritično rasno teorijo za določene skupine, med drugimi latinokritična (LatCrit), gej-kritična in azijsko-kritična gibanja, ki so sčasoma razvila neodvisne prednostne cilje in raziskovalne metode. KRT se je poučuje tudi na mednarodni ravni, tako v Združenem kraljestvu in Avstraliji.

## Pogostne teme
Pogoste teme, ki so značilne za kritično rasno teorijo , kot so jo utemeljili znanstveniki, med njimi Richard Delgado in Jean Stefancic, so med drugim:
- Kritika liberalizma: zagovorniki kritične rasne teorije dvomijo o temeljnih liberalnih konceptih, kot so razsvetljenski racionalizem, pravna enakost in ustavna nevtralnost, in izpodbijajo postopni pristop v tradicionalnem diskurzu o državljanskih pravicah.[26] Zavzemajo se za rasno zavesten pristop k preobrazbi družbe in kritizirajo liberalne ideje, kot so pritrdilne aktivnosti, barvna slepota, pristajanje na vzorne vzglede in na načelo zaslug.[53] Dajejo prednost političnemu organiziranju, v nasprotju z liberalizmom, ki se zanaša na pravna sredstva na temelju pravic.
- Pripovedovanje zgodb, pripovedovanje proti-zgodb in "imenovanje lastne resničnosti": uporaba pripovedi (pripovedovanja zgodb), ki osvetli in razišče  doživete izkušnje rasnega zatiranja.[54] Bryan Brayboy je poudaril epistemični pomen zgodb v staroselsko-ameriških skupnostih, katerih pripoved  nadomešča teorijo, in  predlagal kritično plemensko rasno teorijo (TribCrit).[55]
- Revizionistične interpretacije ameriškega prava državljanskih pravic in napredka: kritika akademskih raziskav na področju državljanskih pravic in protidiskriminacijskega prava, kot je Brown proti Odbor za izobraževanje . Derrick Bell, eden od utemeljiteljev KRT, trdi, da je napredek na področju državljanskih pravic za temnopolte sovpadal z lastnimi interesi bele elite v tako imenovani konvergenci interesov.[56][57] Podobno je Mary L. Dudziak v obsežni raziskavi arhivov v ameriškem zunanjem ministrstvu in ministrstvu za pravosodje ugotovila, da je bila podpora ameriške vlade zakonodaji o državljanskih pravicah "deloma motivirana s skrbjo, da je rasna diskriminacija škodila zunanjim odnosom Združenih držav".
- Intersekcijska teorija: preučevanje rase, spola, razreda, nacionalnega porekla in spolne usmerjenosti in kako se njih presečišča izražajo v različnih okoljih, na primer, kako se potrebe latinoameriške ženske razlikujejo od potreb temnopoltega moškega in čigave potrebe se podpirajo.
- Epistemologija stališča: stališče, da ima pripadnik manjšine avtoriteto in sposobnost govoriti o rasizmu, ki je pripadniki drugih rasnih skupin nimajo, in da  se s tem lahko rasno nevtralnost zakona  razkrije kot napačno.[1]
- Esencializem proti antiesencializem: Delgado in Stefancic pišeta: "Akademiki, ki pišejo o teh vprašanjih, imajo problem z ustreznostjo  enote, ki jo obdelujejo: Ali je črna skupnost ena sama ali je več skupnosti? Ali imajo Afro-američani srednjega in delavskega razreda različne interese in potrebe? Ali imajo vsi zatirani kaj skupnega?" Po tem pogledu so lahko skupine prizadetih zatirane na enak način, imajo pa tudi različne potrebe in vrednote, ki zahtevajo drugačen pogled. Gre za vprašanje, kako je mogoče - ali nemogoče - skupine esencializirati.
- Strukturni determinizem: raziskovanje, kako "struktura pravne misli ali kulture vpliva na vsebino" na način, ki določa družbene rezultate.
- Empatična zmota: prepričanje, da lahko pripoved prilagodimo tako, da bo alternativna pripoved pri poslušalcu vzbudila empatijo, ki bo hitro in zanesljivo prevzela krmilo. V tem pogledu empatija ne zadošča, da pride do spremembe rasizma, saj večina ni izpostavljena ljudem, ki so drugačni od nje, poleg tega pa ljudje večinoma iščejo novice o svoji lastni skupini.[58]
- Ne-belski kulturni nacionalizem / separatizem: raziskovanje radikalnejših pogledov, za katere so ločevanje in reparacije oblika tuje pomoči (med drugim temnopolti nacionalizem).[54]

### Ponotranjenje
Karen Pyke je dokumentirala teoretični element ponotranjenega rasizma ali ponotranjenega rasnega zatiranja, ko žrtve rasizma začnejo verjeti, da so slabše od belcev in bele kulture. Do  ponotranjenja rasizma ne pride zaradi kakršne koli pomanjkljivosti, nevednosti, manjvrednosti, psihološke napake, lahkovernosti, ali drugih pomanjkljivosti zatirane osebe; do ponotranjenega rasizma pride zato, ker avtoriteta in moč v vseh vidikih družbe prispevata k občutku neenakosti. 

### Institucionalni rasizem
Camara Phyllis Jones definira institucionaliziran rasizem kot razlike v dostopu do blaga, storitev in priložnosti družbe na osnovi rase. Institucionalni rasizem je normativen, včasih legaliziran in se pogosto kaže kot podedovan neugoden položaj. Je strukturna, saj so jo institucije običajev, prakse in prava absorbirale, tako lahko da ni prestopnika, ki ga je mogoče identificirati. Institucializirani rasizem je pogosto očiten kot pasivnost, ko je potrebno ukrepati, kaže se tako v materialnih pogojih kot v dostopu do oblasti. V slednjem gre za razlike v dostopu do kakovostnega izobraževanja, zdravega stanovanja, spodobne zaposlitve, ustreznih zdravstvenih ponudb in čistega okolja.

### Vpliv kritičnih pravnih študij
Kritična  rasna teorija rase ima veliko skupnega s kritično teorijo, kritičnimi pravnimi študijami, feministično pravno prakso in postkolonialno teorijo. Tommy J. Curry je zapisal, da so epistemične konvergence s te vrste pristopi poudarjene zaradi idealističnega zasuka v kritični rasni teoriji. KRT, pojasnjuje Curry, zanima bolj diskurz (tj., kako posamezniki govorijo o rasi) in teorije belih kontinentalnih filozofov, kot pa strukturna in institucionalna poročila o prevladi belih, na katere naletimo v jedru realistične analize rasizma v zgodnjih delih Derricka Bella, in v člankih črnskih mislecev, kot so W.E.B. Du Bois, Paul Robeson in Robert L. Carter. 
KRT se opira na prednostne naloge in perspektive tako kritičnih pravnih študij kot tudi konvencionalnih štipendij o državljanskih pravicah, pri tem pa ostro nasprotuje obema področjema. Teoretične elemente kritične rasne teorije nudijo različni viri. Angela P. Harris opisuje kritično rasno teorijo kot strinjanje s tradicijo državljanskih pravic, to je "zavezanostjo viziji, da zdrav razum vodi do osvoboditve od rasizma". Razstavlja nekatere premise in argumente pravne teorije in hkrati trdi, da so pravno oblikovane pravice neverjetno pomembne. Kot je opisal Derrick Bell, je kritična rasna teorija po Harrisovem mnenju zavezana "radikalni kritiki zakona (ki je normativno dekonstruktivna)  in ... radikalni emancipaciji z zakonom (ki je normativno rekonstrukcijska)".

## Primeri uporabe
Zagovorniki kritične teorije ras so se posebej osredotočili na vprašanja zločina iz sovraštva in sovražnega govora . Kot odgovor na mnenje ameriškega vrhovnega sodišča v zadevi sovražnega govora R.A.V. proti Mesto St. Paul (1992) sta Mari Matsuda in Charles Lawrence bila mnenja, da je sodišče premalo pozornosti posvetilo zgodovini rasističnega govorjenja in zgodovini dejanske škode, ki jo te vrste beseda povzroči.
Teoretiki KRT so se poleg tega zavzemali za afirmativno ukrepanje. Predlagajo, da tako imenovani zaslužni standardi pri zaposlovanju in pri sprejemnih postopkih v izobraževalne zavode niso rasno nevtralni in da so te vrste standardi del retorike nevtralnosti, s katero belci upravičujejo svoj nesorazmeren delež pri sredstvih in socialnih prednostih.

## Kritika

### Akademiki in pravniki
Encyclopedia Britannica piše, da so "vidike KRT kritizirali pravni učenjaki in pravniki z vsega političnega spektra." Kritiki pravijo, da vsebuje " postmodernistično navdahnjen skepticizem glede objektivnosti in resnice", in menijo, da nasprotuje "tradicionalnim liberalnim idealom nevtralnosti, enakosti in pravičnosti v zakonskih in pravnih postopkih, nerazumno zavračajoč pri tem pojem objektivnih zaslužnih standardov v akademskem okolju ter v javnem in zasebnem zaposlovanju; da namesto tega ima kakršno koli rasno neenakost ali neravnovesje v pravnih, akademskih ali ekonomskih izidih za dokaz institucionalnega rasizma in razlog za neposredno vsiljevanje rasno pravičnih izidov na teh področjih." Zagovornike KRT so bili tudi obtožili, da celo v dobronamerni kritiki KRT vidijo dokaz latentnega rasizma.
V knjigi iz leta 1997 sta profesorja prava Daniel A. Farber in Suzanna Sherry kritizirala KRT, da se preveč zanaša na osebne pripovedi, namesto da bi podprla hipoteze z merljivimi podatki.  Strokovnjaki KRT, kot so Crenshaw, Delgad in Stefančičeva so odgovorili, da te vrste kritike predstavljajo prevladujočo metodiko v družboslovju in da težijo k izključevanju barvnih ljudi. "V teh sferah [družbenih znanosti in politike] je resnica družbeni konstrukt, ustvarjen tako, da ustreza namenom prevladujoče skupine." (Delgado in Stefancic) Farber in Sherry sta tudi trdila, da lahko doktrine v kritični rasni teoriji, v kritičnem feminizmu in v kritičnih pravnih študijah, ki zavračajo idejo zaslužnosti,   imajo nenamerno v antisemitske in proti-azijske posledice. Pišeta, da uspeh Judov in Azijcev v okviru sistema, za katerega kritični rasni teoretiki trdijo, da je strukturno nepošten, lahko postane cilj obtožb o goljufanju in izkoriščanju prednosti. Delgado in Stefancic v odgovoru zapišeta, da obstaja razlika med kritiko nepoštenega sistema in kritiko posameznikov, ki so v tem sistemu uspešni.
V članku Boston College Law Review iz leta 1999 z naslovom Race, Equality and the Rule of Law: Critical Race Theory's Attack on the Promises of Liberalism, je odvetnik s področja prvega ustavnega amandmaja (svoboda vere, govora, tiska in zbiranja) Jeffrey J. Pyle trdil, da kritična rasna teorija spodkopava zaupanje v pravno državo. Zapisal je, da "zagovorniki KRT napadajo same temelje liberalnega pravnega reda, med drugim teorijo enakosti, pravno sklepanje, razsvetljenski racionalizem in nevtralna načela ustavnega prava".

### Politične polemike
Kritična rasna teorija je v Združenih državah sprožila polemiko v osemdesetih letih dvajsetega stoletja zaradi kritiziranja barvne slepote, spodbujanja vključevanja pripovedi v pravne študije, zagovarjanja "pravnega instrumentalizma" v nasprotju z uporabo zakona kot ideala; zaradi analize ameriške ustave in obstoječega prava, ki je zgrajeno v skladu z rasno prevlado, z namenom, da se prevlada ohranja; zaradi  spodbujanja pravnih učenjakov, da se zavzamejo za rasno pravičnost. Primer instrumentalističnega pristopa je obramba odvetnika Johnnieja Cochrana v zadevi umora OJ Simpsona, v kateri je Cochran pozval poroto, da Simpsona kljub dokazom proti njemu oprosti kot povračilo za rasistično preteklost ZDA. V času pred in po predsedniških volitvah v ZDA leta 2020 so Donald Trump in različni konservativni komentatorji na Fox News in desničarskih pogovornih radijskih oddajah prevzeli nasprotovanje kritični rasni teoriji kot temo volilne kampanje. 

#### 1990-2000
Lani Guinier, kandidatki Billa Clintona za pomočnico generalnega državnega tožilca, so republikanci nasprotovali in deloma zaradi njene povezanosti s KRT in tako onemogočili njeno imenovanje. Clinton je predlog za njeno nominacijo umaknil, ker se ni strinjal z njeno pravno filozofijo.

#### 2000-2010
Leta 2010 so mehiško-ameriški študijski program v Tucsonu v Arizoni ukinili zaradi državnega zakona, ki je javnim šolam prepovedal ponujati rasno ozaveščeno izobraževanje v obliki "zagovarjanja etnične solidarnosti namesto obravnavanja učencev kot posameznikov" .  Nekatere knjige, med drugim knjiga o osnovah KRT, so odstranili iz učnega načrta. Roman Matta de la Peñe za mlade Mexican WhiteBoy so po navedbah državnih uradnikov prepovedali, ker da "vsebuje 'kritično rasno teorijo'". Prepoved etničnih študijskih programov so pozneje presodili za neustavno z utemeljitvijo, da je država pokazala diskriminatorni namen: "Tako uzakonjenje kot izvrševanje je motivirala rasna pristranskost", je odločil zvezni sodnik A. Wallace Tashima.

#### 2020-

##### Avstralija
Junija 2021 je avstralski senat na osnovi poročil medijev, da je predlog za učni načrt "preobremenjen z zatiranjem, diskriminacijo in konflikti avtohtonih Avstralcev", sprejel predlog, desničarske senatorke Pauline Hanson, ki poziva zvezno vlado, da zavrne KRT, ne glede na to, da je učni načrt ne vsebuje.

##### Združeno kraljestvo
Konservativci v vladi Združenega kraljestva so začeli kritizirati KRT konec leta 2020  Minister za enakost Kemi Badenoch, ki je nigerijskega rodu, je med parlamentarno razpravo ob mesecu črnske zgodovine  izjavil:
Nočemo, da bi učitelji svoje učence poučevali o privilegijih belcev in podedovani rasni krivdi [...] Zavod, ki uči te elemente kritične rasne teorije ali pa spodbuja pristranska politična stališča, kot je zmanjšati sredstva za policijo, brez uravnotežene obravnavo nasprotnih stališč, krši zakon."
V odprtem pismu je 101 pisateljev PEN kluba črnih pisateljev obsodilo Badenochovo zaradi pripomb o popularnih protirasističnih knjigah, kot sta White Fragility in Zakaj ne govorim več z belimi ljudmi o rasi, v intervjuju v The Spectator, ko je med drugim dejala, da si "mnoge od teh knjig — in pravzaprav nekateri avtorji in zagovorniki kritične rasne teorije — dejansko želijo ločeno družbo".

##### Združene države
Konzervativni zakonodajalci in aktivisti so po The Washington Postu uporabljali izraz "kritična rasna teorija" kot "okvirni stavek za skoraj vsak pogled na sistemski rasizem". Septembra 2020, potem ko je na Fox News videl prispevek, v katerem je konservativni aktivist Christopher Rufo obsodil KRT, je Donald Trump izdal izvršilni odlok, ki od agencij zvezne vlade Združenih držav Amerike zahteva, da prenehajo prekinejo financirati programe, ki omenjajo "privilegij belcev" ali " ali "kritično rasno teorijo", ker da gre "razdiralno, neameriško propagando" in ker da je "rasistična". Rufo je na Twitterju zapisal: "Cilj je, da javnost v časopisu naleti naj kakšno blesarijo in takoj pomisli na 'kritično rasno teorijo'."
V govoru 17. septembra 2020 je Trump obsodil kritično rasno teorijo in napovedal ustanovitev Komisije 1776, ki naj bi vzpodbujala "domoljubno vzgojo". 20. januarja 2021 je Joe Biden preklical Trumpov odlok in razpustil komisijo 1776. Odpor temu, kar naj bi bila kritična rasna teorija, je pozneje kot glavno temo sprejelo več konservativnih možganskih trustov in skupin za  politični vpliv, tako Heritage Foundation, Idaho Freedom Foundation in American Legislative Exchange Council.
V začetku leta 2021 so v državah  Idaho, Iowa, Oklahoma, Tennessee in Texas  predlagali zakone, ki bi omejili poučevanj kritične rasne teorije rase v javnih šolah Več teh zakonov posebej omenja "kritično rasno teorijo" ali izpostavlja projekt New York Times 1619 . KRT se poučuje samo na univerzitetni ravni, čeprav nekateri učni načrti za nižjo izobrazbo odražajo osnovne teme KRT.  
Sredi aprila 2021 so v parlamentu zvezne države Idaho predstavili zakon, ki bi vsem  izobraževalnim ustanovam praktično prepoveduje  poučevanje ali zagovarjanje sektaštva, kot je kritična rasna teorija ali drugimi programi, ki se tičejo socialne pravičnosti. 4. maja 2021 je guverner Brad Little zakon podpisal. Državni odbor za izobraževanje Floride je na zahtevo guvernerja Rona DeSantisa 10. junija 2021 soglasno prepovedal javnim šolam poučevati  kritično rasno teorijo. Od julija 2021 je 10 ameriških zveznih držav uvedlo zakone ali sprejelo druge ukrepe, ki omejujejo poučevanje kritične rasne teorije; v 26 državah so te vrste zakoni v postopku. Junija 2021 so Ameriško združenje univerzitetnih profesorjev, Ameriško zgodovinsko združenje, Združenje ameriških kolidž in univerz in PEN America objavili skupno izjavo, v kateri izjavljajo, da nasprotujejo takšni zakonodaji; do avgusta 2021je 167 poklicnih organizacij podpisalo izjavo.  Avgusta 2021 je Brookings Institution ugotovil, da je osem zveznih držav — Idaho, Oklahoma, Tennessee, Teksas, Iowa, New Hampshire, Arizona in Južna Karolina — sprejelo uredbo o tem vprašanju, pri tem pa tudi opozoril, da nobeden od sprejetih zakonov z izjema Idaha, ni dejansko vseboval besede "kritična rasna teorija". Brookings je tudi opozoril, da ti zakoni pogosto širijo iz tematike o rasah na razprave o spolu. Kritiki  so državne zakone imenovali zakon spomina (to je zakonodaje,ki legalno uokvirja določen pretekli dogodek) in potrjuje idejo, da je rasizem kodificiran v zakon Združenih držav.